# Courghain
Le courghain (ou courgain et courtgain) est le quartier des pêcheurs, en Flandre et en Picardie.

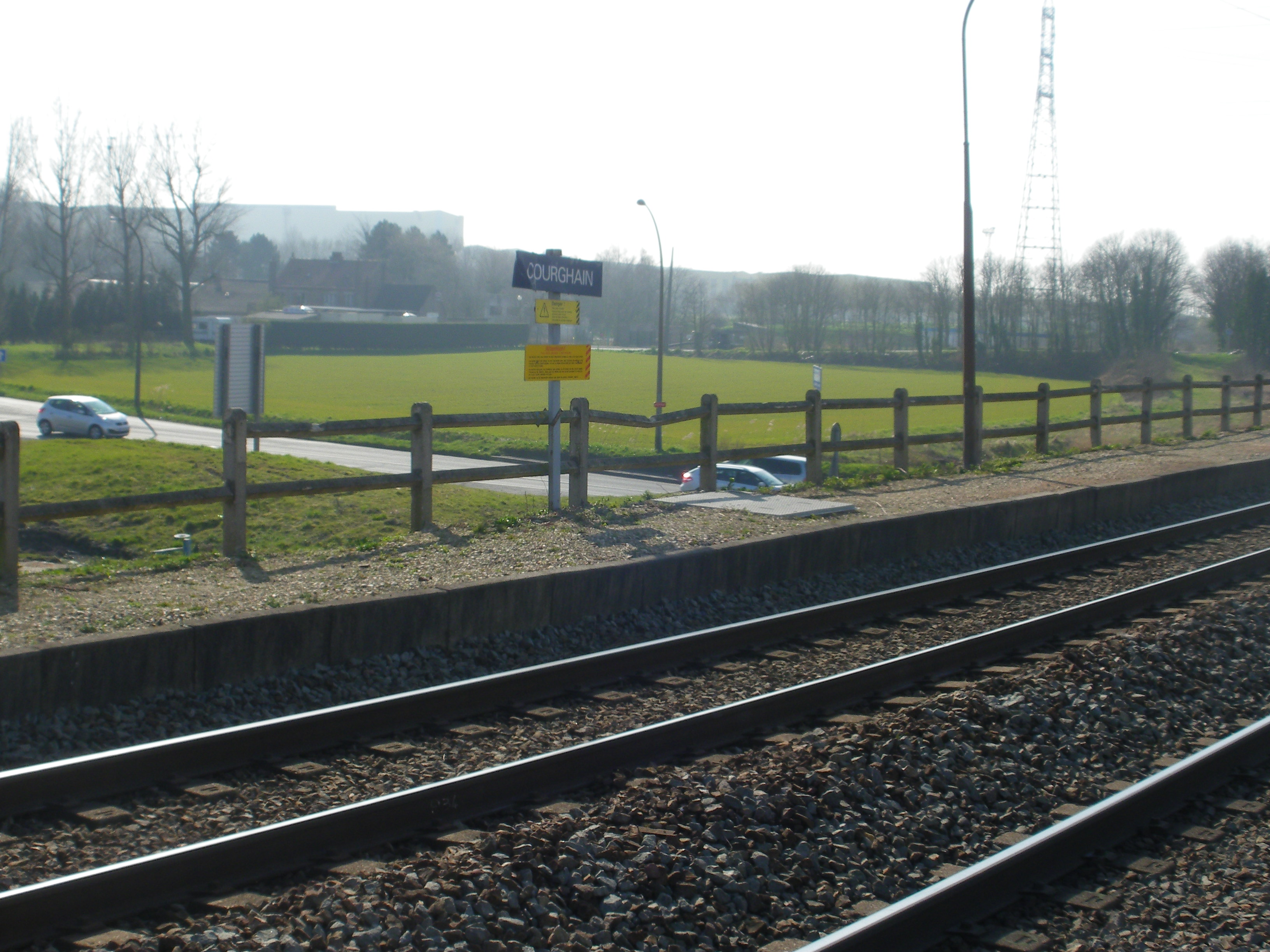
La gare de Courghain, sur la ligne de Coudekerque-Branche aux Fontinettes, située sur le territoire de la commune de Grande-Synthe.

On trouve encore des quartiers portant ce nom dans les villes de : 
- Grande-Synthe (à côté de Dunkerque), quartier construit de toutes pièces dans les années 1950 sur le site du Courghain[1] ;
- Calais (le petit courgain)[2] ;
- Saint-Valery-sur-Somme (le Courtgain)[3],[4].

Le terme Courtgain proviendrait des maigres revenus de la pêche (court gain)[réf. nécessaire].